# Michaela Kaiser
Michaela Kaiser (* 19. August 1973 in Wiener Neustadt) ist eine ehemalige österreichische Grasskiläuferin. Sie gewann mehrere Medaillen bei Weltmeisterschaften, wurde vierfache Junioren-Weltmeisterin und dreifache Österreichische Meisterin.

## Karriere
Kaiser begann zunächst mit dem alpinen Skilauf. Im Alter von 13 Jahren entdeckte sie den Grasskisport für sich und begann neben ihrer Schulausbildung an der Handelsakademie Wiener Neustadt mit intensiverem Training. Ende der 1980er-Jahre gelang ihr der Anschluss an die österreichische Spitze und sie absolvierte ihre ersten Europacuprennen. Bei der Junioreneuropameisterschaft 1989 gewann sie zweimal Silber im Slalom und in der Kombination und 1990 folgte bei der Junioren-WM in ihrem Heimatort Gutenstein eine weitere Silbermedaille im Super-G. Ihren ersten Weltmeistertitel bei den Junioren holte sie 1991 in Lanzo d’Intelvi im Super-G und 1992 ließ sie in Kálnica drei weitere Titel im Slalom, im Super-G und in der Kombination folgen.
Im Jahr 1991 gewann die Niederösterreicherin bei der Weltmeisterschaft in Bursa hinter der Deutschen Katja Krey die Silbermedaille im Super-G und sie wurde Österreichische Meisterin im Slalom. Zwei weitere nationale Titel folgten 1992 im Riesenslalom und 1996 im Super-G. Bei der Weltmeisterschaft 1993 in Asiago gewann sie Bronze im Slalom und im Super-G und damit Silber in der Kombination. In der Saison 1994 belegte sie den fünften Platz in der Europacup-Gesamtwertung.
In den nächsten Jahren beendete Kaiser ihr Studium an der Pädagogischen Akademie in Baden und sie begann eine Lehrtätigkeit an der Skihauptschule in Lilienfeld. Dadurch konnte sie weniger Zeit für den Sport aufbringen, was sich auch in den Ergebnissen bemerkbar machte. Sie erreichte zwar weiterhin gute Resultate und konnte sich bei den Weltmeisterschaften 1995, 1997 und 1999 sechsmal unter den besten zehn klassieren, in die Medaillenränge kam sie jedoch nicht mehr. Nach der Saison 2000, in der sie den achten Platz im Gesamtweltcup belegte, beendete Kaiser ihre Karriere.

## Erfolge

### Weltmeisterschaften
- Bursa 1991: 2. Super-G, 5. Riesenslalom
- Asiago 1993: 2. Kombination, 3. Slalom, 3. Super-G
- Kálnica 1995: 6. Super-G, 7. Riesenslalom
- Müstair 1997: 8. Kombination, 9. Slalom, 10. Super-G
- Gaal 1999: 7. Riesenslalom

### Juniorenweltmeisterschaften
- Gutenstein 1990: 2. Super-G
- Lanzo d’Intelvi 1991: 1. Super-G
- Kálnica 1992: 1. Slalom, 1. Super-G, 1. Kombination

### Junioreneuropameisterschaften
- Castione della Presolana 1989: 2. Slalom, 2. Kombination

### Weltcup
- Saison 2000: 8. Gesamtrang

### Europacup
- Saison 1994: 5. Gesamtrang
- Saison 1995: 7. Gesamtrang
- Saison 1998: 6. Gesamtrang

### Österreichische Meisterschaften
- Dreifache Österreichische Meisterin: Slalom 1991, Riesenslalom 1992 und Super-G 1996